# Cyclopina tuberculata
Cyclopina tuberculata är en kräftdjursart som beskrevs av Herbst 1962. Cyclopina tuberculata ingår i släktet Cyclopina och familjen Cyclopinidae. Inga underarter finns listade i Catalogue of Life.